# August Gompper
August Gompper (* 13. September 1886 in Laufen, Oberamt Balingen; † 20. April 1969 in Stuttgart) war ein deutscher Politiker (SPD).

## Leben
Nach dem Besuch der Volksschule erlernte Gompper den Beruf des Schlossers und Klempners und arbeitete seit etwa 1903 als Monteur in Obertürkheim. 1905 wurde er Gewerkschaftsmitglied. Nach dem Ableisten seines Militärdienstes von 1906 bis 1907 trat er 1908 in die SPD ein. Von 1918 bis 1930 war er Vorsitzender der SPD Obertürkheim-Uhlbach und nahm im Juni 1919 am SPD-Parteitag in Weimar teil. Von 1919 bis 1922 saß er im Gemeinderat von Obertürkheim. 1928 gelang ihm der Einzug in den Württembergischen Landtag, dem er bis 1933 angehörte. Auf Druck der Nationalsozialisten legte er 1933 sein Mandat nieder.
Von 1945 bis 1948 übernahm Gompper erneut den Vorsitz der SPD Obertürkheim-Uhlbach. Von 1946 bis 1951 war er Bezirksvorsteher und 1954 bis 1966 Bezirksbeirat in Obertürkheim-Uhlbach.
Seine Kandidaturen für die Verfassunggebende Landesversammlung des Landes Württemberg 1919 und des Landes Württemberg-Baden 1946 blieben erfolglos, ebenso die Kandidatur für den ersten Landtag des Landes Württemberg-Baden.

## Privat
Gompper war der Sohn des Spinnereiarbeiters Johannes (* 1856; † 1942) und seiner Frau Luise Gompper (* 1859; † 1919) und hatte drei Geschwister.
August Gompper heiratete 1909 Anna Schaff. Aus der Ehe gingen zwei Kinder hervor. Er gehörte der evangelischen Kirche an. Bestattet wurde er auf dem Friedhof Obertürkheim.